# Baie de la Petchenga

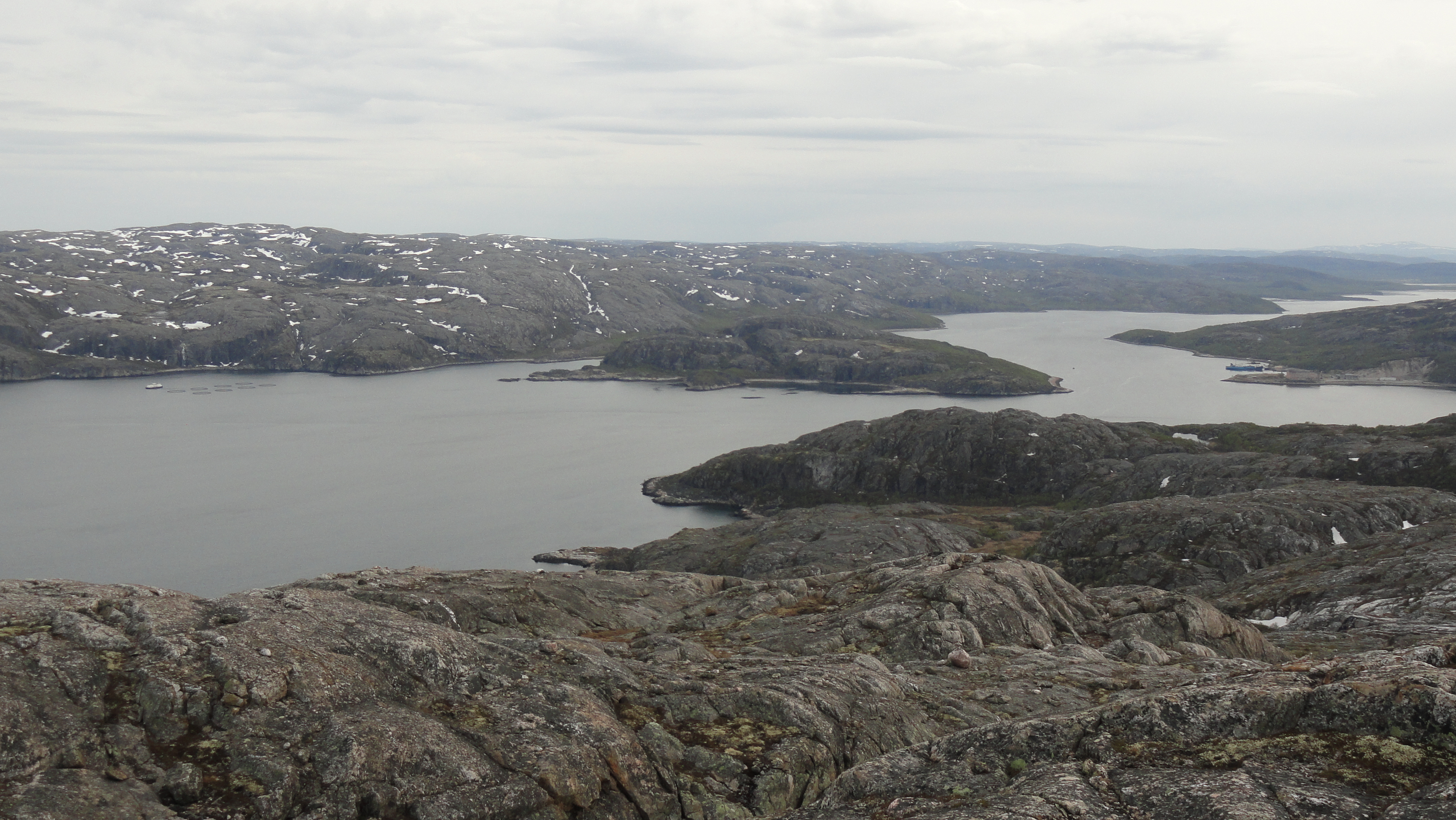
Vue du fjord près de Liinakhamari

La baie de la Petchenga (Печенгская губа) est une baie, ou un fjord, de  17 km de longueur au nord-est de la péninsule de Kola, à l'extrême nord de la Russie. Elle relie la Petchenga à la mer de Barents et fait de 1 à 2 km de largeur dans sa partie la plus large et de 118 mètres de profondeur maximale.
Elle appartient administrativement à l'oblast de Mourmansk. Elle est bordée des localités de Liinakhamari et de Petchenga. La péninsule Nemetski se trouve à un kilomètre de l'embouchure du fjord et à vingt-cinq kilomètres de la frontière norvégienne.
Elle est prise par les glaces en hiver.